# Bedjene
Bedjene là một đô thị thuộc tỉnh Tébessa, Algérie. Dân số thời điểm năm 2002 là 3.685 người.